# Windows Live Call
Windows Live Call era parte de los servicios de Windows Live. Se integraba a Windows Live Messenger para que los usuarios pudieran realizar llamadas de PC-a-PC y PC-a-teléfono voz y llamadas de vídeo. Microsoft asociado con empresas de telecomunicaciones Telefónica, para que los usuarios pudieran utilizar un PC equipado con un micrófono y altavoces y una conexión a Internet de alta velocidad para llamar a casi cualquier teléfono regular en cualquier lugar del mundo.

## Características
El servicio de llamadas de teléfono utilizaba Windows Live Messenger y voz sobre tecnología de Protocolo de Internet (VoIP) para proporcionar a los usuarios una forma económica para hacer llamadas telefónicas nacionales e internacionales de un equipo.
Microsoft también publicó Windows Live Messenger Phone, que actúa como una extensión de Windows Live Messenger para realizar llamadas a otros usuarios de PC o actúa como un teléfono normal.
Windows Live Call ofrecía tres maneras de llamada:
- Llamada por el equipo - PC a PC llamadas de voz a contactos de Windows Live Messenger (Gratis).
- Videollamada - Free PC a PC videollamadas a Windows Live Messenger (Gratis).
- llamada por teléfono - PC a teléfono llama para teléfono fijo y números inalámbricos en el mundo (cargos aplicados)

## Windows Live Messenger Phone
Windows Live Messenger Phone, es un teléfono de dos líneas; la primera línea se conecta a un enchufe similar a un teléfono ordinario de casa, mientras que el segundo es una conexión USB al PC. La base-cargador se mantiene cerca de la PC pero el equipo es inalámbrico, lo que permite a los usuarios mayor libertad de movimiento en la habitación.